# Lone Star (Investmentgesellschaft)
Lone Star Funds mit Sitz in Dallas verwaltet und investiert eine Reihe Private-Equity-Fonds, die überwiegend in sanierungsbedürftige Unternehmen und Forderungen sowie Immobilien investieren; zu den Investitionsfeldern gehören immobiliengesicherte Kreditportfolios und Einzelengagements (notleidende und leistungsgestörte Immobilienkredite), Corporate Distressed Debt (notleidende Unternehmenskredite und Firmenbeteiligungen) sowie Banken und Finanzdienstleister.
Zu den Investoren von Lone Star zählen Pensionskassen der US-Bundesstaaten, andere öffentliche Organisationen und Industrieunternehmen sowie Universitäten, Stiftungen, Banken, Familientreuhandvermögen, internationale Organisationen und Versicherungen.

## Investments

### Unternehmen
Beispiele von Unternehmenstransaktionen von Lone Star sind:
- Tokyo Star Bank, erworben 2001
- Korea Exchange Bank, erworben 2003
- Bruno’s Supermarkets, erworben 2004
- Corealcredit Bank, erworben 2005
- MHB-Bank, erworben 2005
- IKB Deutsche Industriebank, erworben 2008
- Düsseldorfer Hypothekenbank, erworben 2010
- TLG Immobilien, erworben 2012, Börsengang 2014
- Xella, erworben 2016
- BASF Bauchemie, erworben 2019[1]
- ISARIA Wohnbau AG, verkauft an die Deutsche Wohnen 2020[2]

### Notleidende Kredite
Ein weiterer Unternehmensschwerpunkt ist der Erwerb von Portfolios sogenannter notleidender Kredite (Non-performing Loans). Bei diesem Kredithandel übertragen Banken notleidende Kredite vor allem, um ihre Bilanzen zu entlasten. Bei diesem Kreditverkauf übernimmt Lone Star alle Rechte und Pflichten des Darlehensvertrages. Die Kreditengagements werden also nach dem Kauf genauso fortgeführt wie zuvor von der Bank, die den Kredit verkauft hat.

#### Zur Übertragung von Krediten
Ob nach deutschem Recht Banken Darlehensforderungen an Dritte abtreten dürfen, wird von Kritikern, wie dem ehemaligen Bundesinnenminister Gerhart Baum, bezweifelt. Zudem sind Klagen bei deutschen Gerichten anhängig, die bisher aber zu keinem Erfolg führten.
Der Bundesgerichtshof (BGH) hat in seinem Urteil vom am 27. Februar 2007 bestätigt, dass das Bankgeheimnis und der Datenschutz einer wirksamen Übertragung von Darlehensforderungen nicht entgegenstehen, diese jedoch einen Schadensersatzanspruch auslösen kann.
Am 27. Juni 2008 verabschiedete der Bundestag das Risikobegrenzungsgesetz, das dem Kreditnehmer einen besseren Schutz gewährt.

#### Kritik
Lone Star geriet in den deutschen Medien in die Kritik. Dabei wird dem Unternehmen unter anderem vorgeworfen, nicht zahlungsgestörte beziehungsweise notleidende, also durchweg vertragsgerecht bediente Kredite nach Ablauf der ursprünglichen Vertragslaufzeit überraschend nur zu überteuerten Konditionen oder gar nicht zu verlängern. Gelänge es den Betroffenen nicht, innerhalb einer verhältnismäßig kurzen Frist bei einer anderen Bank eine Anschlussfinanzierung zu erhalten, beantrage Lone Star teilweise in sehr kurzer Zeit Vollstreckungsmaßnahmen wie eine Zwangsversteigerung der betroffenen Immobilie. Die Medienberichterstattung stieß wiederum auf Widerspruch.

### Immobilieninvestments
In Deutschland wurden im April 2008 1300 Immobilien der Deutschen Post für 1 Mrd. Euro erworben.
Im Dezember 2012 verkaufte das Bundesfinanzministerium die TLG Immobilien (Verwaltung von Gewerbeimmobilien in den neuen Bundesländern, vornehmlich Bestand aus DDR-Zeiten, z. B. Gebäude und Liegenschaften ehemaliger Volkseigener Betriebe) für 1,1 Mrd. Euro an Lone Star.